# D.J. Cotrona
Donald Joseph "D.J." Cotrona, född 23 maj 1980 i New Haven, Connecticut, är en amerikansk skådespelare. Corona är mest känd för sin roll som Flint i filmen G.I. Joe: Retaliation samt för sin medverkan i filmerna Venom (2005) och Dear John (2010).

## Filmografi[1]
- 2014 – From Dusk Till Dawn (TV-serie)
- 2013 – G.I. Joe: Retaliation
- 2010-2011 – Detroit 1-8-7 (TV-serie)
- 2010 – Dear John
- 2006 – Love Is the Drug
- 2006 – Windfall
- 2005 – Venom
- 2003 – Skin (TV-serie)
- 2003 – Law & Order: Special Victims Unit (TV-serie)